# 双缨丽鱼属
雙纓麗魚屬，是條鰭魚綱䲁形目麗魚科下的一個屬。

## 分類
本屬屬於珠母麗魚亞科，目前被認可的種如下：
- 長絲雙纓麗魚 Dicrossus filamentosus
- 福伊氏雙纓麗魚 Dicrossus foirni
- 劍尾雙纓麗魚 Dicrossus gladicauda
- 斑點雙纓麗魚 Dicrossus maculatus
- 沃齊氏雙纓麗魚 Dicrossus warzeli